# Callawayia
Callawayia is een geslacht van uitgestorven middelgrote ichthyosauriërs. Het bevat de soort Callawayia neoscapularis.

## Onderzoeksgeschiedenis
In 1994 herzag Christopher McGowan de taxonomie van Shastasaurus. In deze publicatie benoemde hij de nieuwe soort S. neoscapularis, gebaseerd op ROM (Royal Ontario Museum) 41993, een gedeeltelijk skelet dat werd ontdekt in 1987 aan de oever van Williston Lake in Pink Mountain, Brits-Columbia, Canada. Het exemplaar werd in 1988 opgegraven in de Flipper Quarry. De naam van deze soort verwijst naar de grotere gelijkenis van de schouderbladen met Jurassische ichthyosauriërs dan die van andere Triadische ichthyosauriërs.
In 2000 publiceerde Michael Maisch een studie over de schedelanatomie van Shastasaurus en herzag ook het geslacht opnieuw. Hij merkte op dat S. neoscapularis heel anders was dan Shastasaurus en waarschijnlijk een nieuw geslacht vertegenwoordigde. Tijdens een expeditie naar dezelfde regio als het eerste exemplaar van het Royal Tyrrell Museum of Palaeontology, vond Elizabeth Nicholls echter aanvullende, beter bewaarde exemplaren van deze soort. Dit wetende, besprak Maisch de soort niet tot in detail, maar wachtte hij op de studie van Nicholls.
In een latere publicatie uit 2000 echter benoemde Maisch, samen met Adreas Matzke, in een uitputtende behandeling van alle Ichthyosauria toch het nieuwe geslacht Callawayia, ter ere van ichthyosauriëronderzoeker Jack Callaway, voor S. neoscapularis. Er werd opgemerkt dat het nieuwe materiaal nog bestudeerd werd. In 2001 werd die studie gepubliceerd, geschreven door Nicholls en Makoto Manabe. In deze publicatie beschreven ze de anatomie van de twee nieuwe exemplaren TMP 94.380.11 (een kleiner exemplaar dat een juveniel vertegenwoordigt) en TMP 94.382.2 (een groter exemplaar). Een nieuw geslacht Metashastasaurus werd voorgesteld voor S. neoscapularis.
Aangezien de naam Callawayia ouder is dan Metashastasaurus, heeft de eerste prioriteit en is de geldige naam. Nicholls en Manabe erkenden weliswaar dat Callawayia de correcte naam was, maar beschouwden het bestaan ervan als onethisch, de ethische code van de International Code of Zoological Nomenclature schendend, aangezien Maisch en Matzke wisten dat de studie met daarin de naam Metashastasaurus al ingediend was toen ze Callawayia benoemden. Nicholls en Manabe vonden ook de door Maisch en Matzke voorgestelde diagnose problematisch, aangezien het laatste team geen van de specimina uit de eerste hand had onderzocht, wat resulteerde in enkele fouten en weggelaten informatie. In een publicatie uit 2010 bekritiseerde Maisch echter het idee dat de naamgeving van Callawayia onethisch was, daarbij verwijzend naar het feit dat er een jaar was verstreken sinds hij kennis kreeg van Nicholls' studie en dat hij tot de conclusie kwam dat Callawayia verschillend was van Shastasaurus, onafhankelijk van Nicholls. Uiteindelijk betreurde Maisch het incident vanwege de slechte communicatie tussen de onderzoekers tijdens het uitvoeren van hun studies, maar verklaarde ook dat de naamgeving niet met kwaadaardige bedoelingen was verricht.

## Beschrijving
De voorhoofdsbeenderen (een paar schedeldakbeenderen) van Callawayia zijn groot. Ze maken geen contact met de prefrontale beenderen (nog een paar schedeldakbeenderen) omdat de neusbeenderen en postfrontalia (twee andere paren schedeldakbeenderen) elkaar raken en de frontalia van het contact daarmee uitsluiten. De voorhoofdsbeenderen maken deel uit van de rand van de fenestrae temporales (slaapvensters, openingen bovenop de schedel). Er is een sterke richel bovenop de wandbeenderen (een paar achterste schedeldakbeenderen) en een in het oog springende plaat die naar achteren uitsteekt vanaf deze botten. Van de zijkant gezien, worden twee paar achterste schedelbeenderen (de postorbitalia en squamosa) van de slaapvensters gedrongen door de postfrontalia en supratemporalia (een ander paar schedeldakbeenderen). De postorbitalia maken ook deel uit van de randen van de vensters aan de binnenkant van de schedel.
Callawayia heeft in totaal meer dan vierenvijftig wervels vóór zijn heiligbeenderen. De eerste twee halswervels van Callawayia zijn niet samengesmolten. De cervicale (nek) ribben zijn tweekoppig, in tegenstelling tot de eenkoppige ribben erachter. De schouderbladen hebben lange, smalle schachten. De ravenbeksbeenderen (het paar schoudergordelbeenderen onder de scapulae) zijn breder dan lang. Elk schaambeen (voorste onderste bekkenbeen) heeft een kleine opening die bekend staat als het foramen obturatum, die in Callawayia niet volledig door bot wordt omsloten.
De korte, brede opperarmbeenderen hebben inkepingen aan de voorkant. De bovenste uiteinden van de opperarmbeenderen lopen sterk van voren naar achteren omhoog. Het deel van elk opperarmbeen dat articuleert met het voorste onderarmbeen is naar beneden gericht, terwijl hetzelfde oppervlak voor de ellepijp (achterste onderarmbeen) zowel naar beneden als naar achteren wordt gericht. Onder de onderarmbeenderen hebben de ellepijpen, hoewel niet klein, slechts ongeveer de helft van de grootte van de spaakbeenderen. Een vergelijkbare toestand is aanwezig in de botten van het onderbeen, waarbij de scheenbeenderen (botten van het voorste onderbeen) veel groter zijn dan de kuitbeenderen (botten van het achterste onderbeen). Een extra bot, bekend als een pisiform, is aanwezig in elke voorflipper. De botten die de voorranden van de vinnen vormen, hebben inkepingen op hun voorranden. De voorflippers hebben vier vingers, terwijl de achterflippers slechts drie tenen hebben.

### Callawayia wolonggangense
In 2007 benoemden X. Chen en collega's een nieuwe soort van Callawayia, C. wolonggangse, op basis van materiaal uit Guizhou, China. In 2010 verplaatste Maisch deze soort naar Guizhouichthyosaurus als een G. wolonggangense en merkte op dat het duidelijk anders was dan Callawayia. Hij vond de kenmerken die werden gebruikt om G. wolonggangense te onderscheiden echter niet overtuigend en meende dat deze soort waarschijnlijk slechts een jonger synoniem was van G. tangae. Hij hield het echter nog steeds als voorlopig geldig aan, omdat er nog geen gedetailleerd onderzoek was gedaan.
In 2016 vonden Ji e.a. geen kenmerken die C. wolonggangense en de typesoort van Callawayia, C. neoscapularis verenigen en verwierp dus de toewijzing van de eerste soort aan dit geslacht. Ze vonden echter ook geen eigenschappen die het ondubbelzinnig met Guizhouichthyosaurus verbinden en verwierpen dus ook de toewijzing aan dat geslacht. Verdere studies hebben de soort variabel aangeduid als C. wolonggangense of G. wolonggangense, maar fylogenetische analyses hebben over het algemeen resultaten gevonden die vergelijkbaar zijn met die van Ji e.a. waarbij de soort niet het zustertaxon blijkt te zijn van de typesoorten van beide geslachten.